# Brock Boeser
Brock Michael Boeser (* 25. Februar 1997 in Burnsville, Minnesota) ist ein US-amerikanischer Eishockeyspieler, der seit März 2017 bei den Vancouver Canucks in der National Hockey League unter Vertrag steht.

## Karriere

### Jugend und College

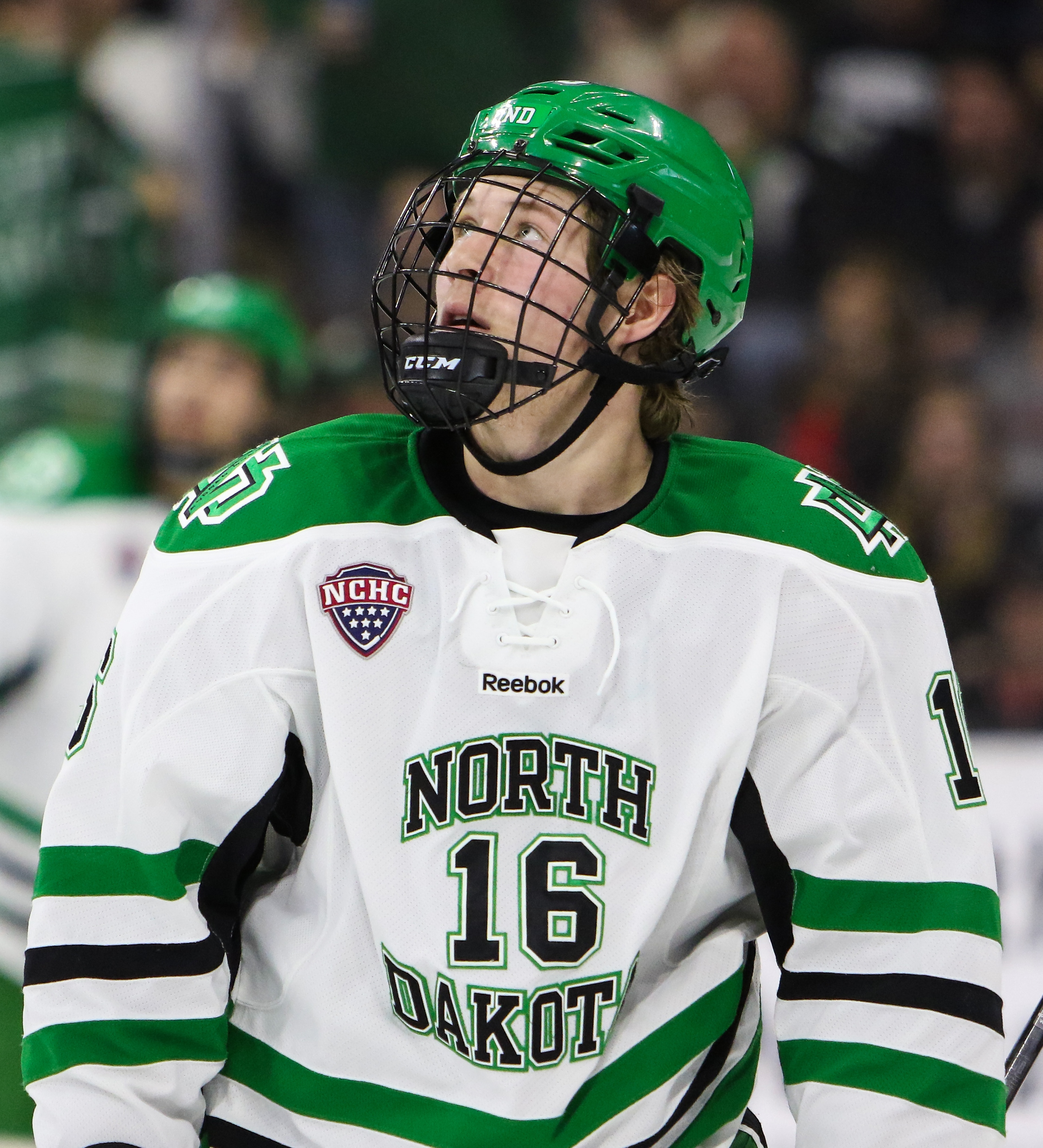
Boeser im Trikot der University of North Dakota (2016)

Brock Boeser wurde in Burnsville geboren und spielte dort in seiner Jugend für das Eishockeyteam der Burnsville High School in der regionalen High-School-Liga. Im Frühjahr 2014 wechselte der rechte Flügelstürmer dann zu den Sioux City Musketeers in die United States Hockey League (USHL), die höchste Junioren-Liga der Vereinigten Staaten. In Sioux City kam er bis zum Saisonende in insgesamt 16 Spielen auf sechs Scorerpunkte, bevor ihn die Musketeers im Mai 2014 innerhalb der USHL an die Waterloo Black Hawks abgaben und im Gegenzug zwei Draft-Wahlrechte erhielten. Im August 2014 vertrat Boeser sein Heimatland erstmals auf internationalem Niveau, als er mit dem Team USA beim Ivan Hlinka Memorial Tournament 2014 die Bronzemedaille gewann. Ferner gewann er mit der U19-Auswahl der USA am Jahresende die Goldmedaille bei der World Junior A Challenge 2014. Währenddessen zeigte Boeser überzeugende Leistungen bei den Black Hawks in der USHL, so führte er die gesamte Liga in Toren (35) an und platzierte sich mit 68 Punkten auf Rang drei der Scorerliste. Infolgedessen wählte man den Flügelstürmer ins First All-Star Team sowie ins All-Rookie Team der USHL, bevor er im anschließenden NHL Entry Draft 2015 an 23. Position von den Vancouver Canucks ausgewählt wurde.
Anschließend schrieb sich Boeser im Herbst 2015 an der University of North Dakota ein, für deren Fighting Hawks er fortan am Spielbetrieb der National Collegiate Athletic Association (NCAA) teilnahm. Zudem vertrat er die U20-Nationalmannschaft der USA über den Jahreswechsel bei der U20-Weltmeisterschaft 2016 und errang dort mit dem Team die Bronzemedaille. Die Fighting Hawks führte Boeser indes in Toren (27) sowie Punkten (60) an und erreichte ebenfalls Platz drei der Scorerliste der gesamten NCAA, sodass er ins First All-Star Team sowie All-Rookie Team der National Collegiate Hockey Conference (NCHC) gewählt und darüber hinaus als Rookie des Jahres der Liga ausgezeichnet wurde.

### NHL
Nach einer weiteren Saison in North Dakota unterzeichnete Boeser im März 2017, einen Tag nach dem letzten Playoff-Spiel der Fighting Hawks, einen Einstiegsvertrag bei den Vancouver Canucks und gab noch am gleichen Tag sein Debüt in der National Hockey League (NHL), wobei dem Angreifer prompt sein erstes Tor gelang. Mit Beginn der Spielzeit 2017/18 etablierte sich der Angreifer im Aufgebot der Canucks und führte die gesamte Liga im Monat November 2017 in Toren an (11), sodass er als NHL-Rookie des Monats ausgezeichnet wurde. Zudem übernahm er die Führung der Rookie-Scorerliste und erhielt die Auszeichnung im Dezember erneut, bevor er zum NHL All-Star Game im Januar 2018 berufen wurde. Dort wurde der Angreifer als Most Valuable Player (MVP) ausgezeichnet, wobei dies als Rookie zuletzt Mario Lemieux im Jahre 1985 gelang.
Anfang März 2018 zog sich Boeser jedoch eine Rückenverletzung zu und fiel etwa das letzte Viertel der Saison aus, sodass er in der Rookie-Scorerliste mit 55 Punkten auf Rang fünf zurückfiel und in erzielten Toren (29) noch von Kyle Connor (31) übertroffen wurde. Dennoch wurde er gemeinsam mit Mathew Barzal und Clayton Keller als Finalist für die Calder Memorial Trophy als Rookie des Jahres nominiert, die in der Folge allerdings Barzal gewann. Zudem wählte man Boeser ins NHL All-Rookie Team. Diese Leistungen bestätigte er in der folgenden Saison 2018/19 und unterzeichnete anschließend im September 2019 einen neuen Dreijahresvertrag in Vancouver, der ihm ein durchschnittliches Jahresgehalt von etwa 5,9 Millionen US-Dollar einbringen soll.
In der Spielzeit 2023/24 gelang ihm noch einmal eine deutliche Leistungssteigerung auf 73 Punkte in 81 Partien, wobei er auch erstmals die Marke von 40 Toren erreichte und damit sein Team anführte.

## Erfolge und Auszeichnungen
| - 2015 USHL First All-Star Team - 2015 USHL All-Rookie Team - 2016 NCHC First All-Star Team - 2016 NCHC-Rookie of the Year - 2016 NCHC All-Rookie Team - 2017 NHL-Rookie des Monats November | - 2017 NHL-Rookie des Monats Dezember - 2018 Teilnahme am NHL All-Star Game - 2018 NHL All-Star Game MVP - 2018 NHL All-Rookie Team - 2024 Teilnahme am NHL All-Star Game |

### International
- 2014 Bronzemedaille beim Ivan Hlinka Memorial Tournament
- 2014 Goldmedaille bei der World Junior A Challenge
- 2016 Bronzemedaille bei der U20-Junioren-Weltmeisterschaft

## Karrierestatistik
Stand: Ende der Saison 2023/24

### International
Vertrat die USA bei:
- Ivan Hlinka Memorial Tournament 2014
- World Junior A Challenge 2014
- U20-Junioren-Weltmeisterschaft 2016

(Legende zur Spielerstatistik: Sp oder GP = absolvierte Spiele; T oder G = erzielte Tore; V oder A = erzielte Assists; Pkt oder Pts = erzielte Scorerpunkte; SM oder PIM = erhaltene Strafminuten; +/− = Plus/Minus-Bilanz; PP = erzielte Überzahltore; SH = erzielte Unterzahltore; GW = erzielte Siegtore; 1 Play-downs/Relegation; Kursiv: Statistik nicht vollständig)

## Familie
Sein Cousin Dan Boeser (* 1980) war ebenfalls professioneller Eishockeyspieler, kam allerdings ausschließlich in Minor Leagues zum Einsatz.